# Kattwinkel (Lohmar)
Kattwinkel ist ein Weiler in Lohmar im Rhein-Sieg-Kreis in Nordrhein-Westfalen.

## Geographie
Kattwinkel liegt im Nordosten von Lohmar. Umliegende Ortschaften und Weiler sind Höffen und Klefhaus im Norden, Heide im Nordosten, Mailahn im Süden, Münchhof im Südwesten sowie Hohn im Westen.

## Gewässer
Ein Quellfluss des Hohner Bachs entspringt in Kattwinkel.

## Geschichte
Kattwinkel gehörte bis zur kommunalen Neugliederung zur amtsfreien Gemeinde Wahlscheid.

## Sehenswürdigkeiten
Östlich von Kattwinkel befindet sich das Naturschutzgebiet Naafbachtal.

## Verkehr
Kattwinkel liegt an der K 34. Das Anruf-Sammeltaxi ergänzt den ÖPNV. Die nächstgelegene Haltestelle hierfür ist in Mailahn. Kattwinkel gehört zum Tarifgebiet des Verkehrsverbund Rhein-Sieg (VRS).